# Други англо-бурмански рат
Други англо-бурмански рат вођен је од 5. априла до 20. децембра 1852. године између Британске империје и Бурме.

## Увод
На прелому 18. и 19. века Бурма се налазила на врхунцу моћи. Почела је ширити поседе према Индији. Истовремено је британска колонијална експанзија усмерена из Индије ка истоку. Дошло је тако до три рата између Британске империје и Бурме.

## Рат
Повод рату нашли су Британци у поступку са неким њиховим трговцима у Рангуну. Гувернер Индије послао је једну фрегату у Рангун да затражи ратну одштету. Захтев није испуњен те су Британци краљу Пагану 15. фебруара 1852. године упутили ултиматум. Пошто није добијен одговор, 5. априла започеле су операције. Британске војне припреме биле су до тада већ завршене. Генерал Годвин кренуо је са 8100 војника за Рангун који је заузет 14. априла. Неорганизоване бурманске снаге нису могле пружити јачи отпор па су биле принуђене на брзо повлачење ка северу. Батејн су Британци заузели после месец дана, 3. јуна Пегу, а Пром тек 9. октобра после периода кише које су прекинуле операције. Рат је завршен британском анексијом области Пегу са Рангуном, чиме је Бурма одсечена са мора.